# Джеймс Джетт
Джеймс Джетт (англ. James Jett; нар. 28 грудня 1970, Чарлз-Таун, Західна Вірджинія, США) — американський футболіст та легкоатлет, що спеціалізується на спринті, олімпійський чемпіон 1992 року.

## Кар'єра
| Рік             | Змагання         | Місто              | Місце           | Дисципліна            | Примітки        |
| Представник США | Представник США  | Представник США    | Представник США | Представник США       | Представник США |
| --------------- | ---------------- | ------------------ | --------------- | --------------------- | --------------- |
| 1992            | Олімпійські ігри | Барселона, Іспанія | 1               | естафета 4×100 метрів | 37.40           |